# François Flameng
François Léopold Flameng (* 6. Dezember 1856 in Paris; † 28. Februar 1923 ebenda) war ein französischer Maler.

## Leben
Flameng war ein Sohn des Malers Léopold Flameng (1831–1911), von dem er auch seinen ersten künstlerischen Unterricht erfuhr. Mit Unterstützung seines Vaters kam Flameng in seiner Heimatstadt an die École des Beaux-Arts und wurde dort u. a. mit Pierre Hédouin Schüler von Alexandre Cabanel.
Bereits mit 19 Jahren wurde Flameng 1875 eingeladen, an der großen Jahresausstellung des Salon de Paris teilzunehmen. Sein dazu eingereichtes Gemälde „Le Lutrin“ wurde von der Jury lobend erwähnt.
1905 berief man Flameng als Dozent an die Académie des Beaux-Arts. Einige Jahre später wurde er dort als Mitglied aufgenommen und stand der Académie für einige Zeit sogar als Präsident vor. Kriegsminister Alexandre Millerand berief Flameng im Ersten Weltkrieg zum „offiziellen Kriegsmaler Frankreichs“. Durch diese Aufgabe wählte man ihn nach Kriegsende zum Ehrenpräsidenten der Société des peintres militaire français. Die amerikanische National Academy of Design wählte François Flameng 1919 zum Ehrenmitglied (Honorary NA).
Er avancierte im Ersten Weltkrieg zu einem der bedeutendsten offiziellen Kriegsmaler Frankreichs. In seinen Aquarellen und Gouchen stellte der Künstler vor allem das soldatische Alltagsleben, Kriegsgefangene, Ruinen und ruhige Landschaften dar.

## Weitere Ehrungen
- 1879 Großer Preis des Salon de Paris für sein Werk L'appel des Girondins
- 1889 Großer Preis des Salon de Paris
- Ritter der Ehrenlegion

## Schüler (Auswahl)
- Sever Burada (1896–1968)
- Jean Cottenet
- Edmond Eugène Chauvet (1903–1968)
- Charles Hoffbauer (1875–1957)
- Henri Alexandre Sollier (1886–1966)
- Émile Auguste Wery (1868–1935)

## Werke (Auswahl)
Ölbilder
- Le Lutrin. 1875.
- La cour intérieure de l'Alhambra. 1875.
- Les vainqueurs de la Bastille le 14 Julliet 1789. 1881.
- Baignade des dames de la cour au XVIIIe siècle. 1888.
- Napoléon assis dans une auberge. 1892.

Porträts
- Portrait de Vera Kharitonenko. 1893.
- Portrait de Dora de Leuchtenberg. 1896.
- Portrait de Mme Faure. 1901.
- Portrait de Mlle Herpin. 1908.
- Portrait de femme à la robe bleue. 1917.

Kriegsbilder
- Bataille de l'Yser, troupes franchissant la plaine inondée. 1914.
- Croquis de Guerre. 1915.
- Les batailles de l'Artois. 1915.
- Hôpital de campagne. 1916.
- Combat du 25. Septembre 1915 en Champagne. 1915.

Illustrationen
- Edmond und Jules de Goncourt: Gavarni. l'homme et son œuvre. Plon. Paris 1873.
- Victor Hugo: Œuvres complètes. Hetzel Quantin, Paris 1885/89.
- François Coppet: Œuvres. Proses et poésies. Paris 1888/97
- Edmond Rostand: Cyrano de Bergerac. Magnier, Paris 1899.